# Абрамово (Костромская область)
Абрамово — деревня в Красносельском районе Костромской области. Входит в состав Прискоковского сельского поселения.

## География
Находится в юго-западной части Костромской области на расстоянии приблизительно 9 км на восток по прямой от районного центра поселка Красное-на-Волге менее чем в 1 км от левого берега Волги.

## История
Известна с 1872 года, когда здесь было учтено 38 дворов, в 1907 году отмечено было 57 дворов.

## Население
Постоянное население составляло 213 человек (1872 год), 280 (1897), 276 (1907), 55 в 2002 году (русские 97 %), 67 в 2022.